# Napomyza laterella
Napomyza laterella är en tvåvingeart som beskrevs av Zlobin 1994. Napomyza laterella ingår i släktet Napomyza och familjen minerarflugor. Inga underarter finns listade i Catalogue of Life.